# Coenwulf van Mercia

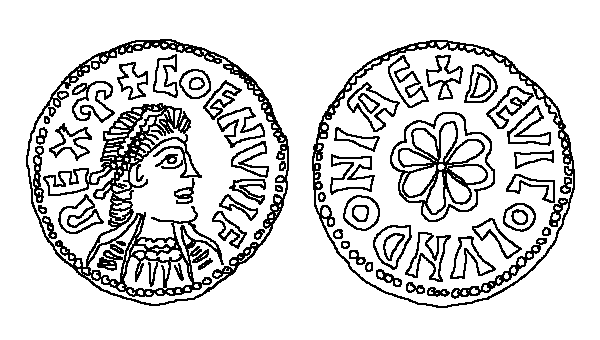
gouden munt van Coenwulf, geslagen te Londen

Coenwulf van Mercia (ca. 770 - Basingwerk Abbey, 821), ook Cenwulf, was koning van Mercia van december 796 tot zijn dood. Hij was de zoon van Cuthbert, een hoge edelman in Mercia. Hij was een krachtdadig bestuurder die de dominante positie van Mercia wist te behouden. Na zijn dood ging die echter verloren. Hij is begraven in het door hemzelf gestichte familieklooster Winchcombe en werd opgevolgd door Ceolwulf I van Mercia.

## Leven

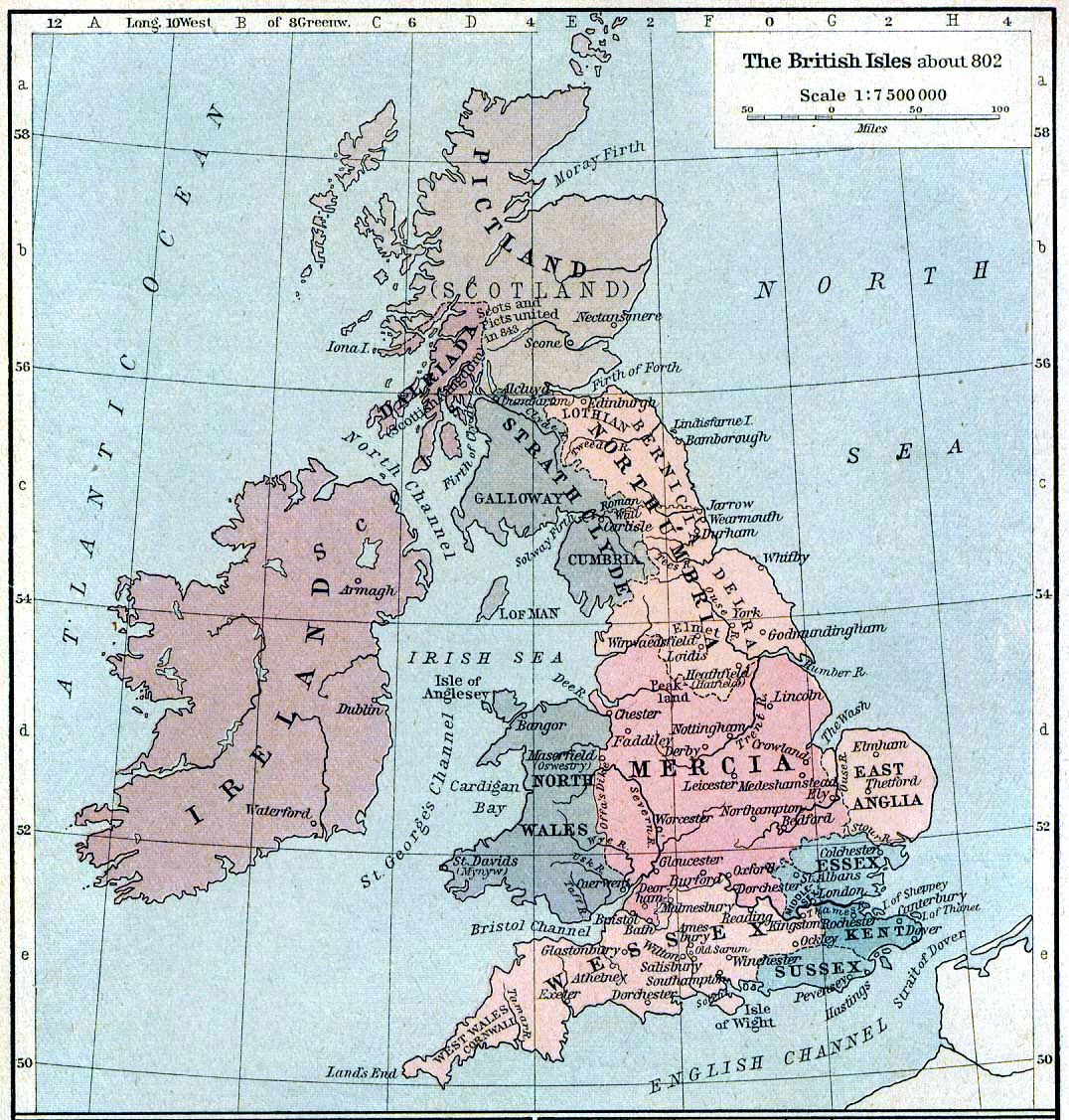
Britse eilanden in 802

Coenwulf komt voor het eerst voor als getuige bij aktes van koning Offa van Mercia. Die werd in 796 opgevolgd door zijn zoon Ecgfrith maar die stierf al na vijf maanden. Eigentijdse bronnen suggereren dat Ecgfrith is vermoord omdat zijn vader Offa op grote schaal mogelijke troonkandidaten had laten doden en zich daarmee bijzonder gehaat had gemaakt. Na zijn dood werd Coenwulf koning.
In een van zijn latere aktes noemt hij zich "Keizer". Een document uit 825 vermeldt dat na de dood van Coenwulf er veel onenigheid en ontelbare meningsverschillen waren tussen koningen, edelen, bisschoppen en geestelijken over een groot aantal wereldlijke zaken.

### De Kerk
Coenwulf had voortdurende conflicten met de bisschop van Canterbury:
- 798 - Na de dood van Offa had Kent zich, onder koning Eadberht Præn, met hulp van Karel de Grote onafhankelijk gemaakt van Mercia. Hij heeft ook de bisschop die op de hand van Mercia was, verdreven. Coenwulf voert daarop correspondentie met de paus om de zetel van de aartsbisschop van Canterbury naar Londen te verplaatsen. Nadat de paus heeft verklaard dat Eadberth als oud-priester geen koning mag zijn en hem ook heeft geëxcommuniceerd, valt Coenwulf Kent binnen en neemt Eadberth gevangen. Diens ogen worden uitgestoken en zijn handen worden afgehakt. Hij wordt geketend naar Mercia gevoerd en opgesloten in Coenwulfs familieklooster te Winchcombe. Nu Coenwulf controle heeft over Kent heeft hij ook geen behoefte meer om de zetel van de aartsbisschop te verplaatsen.
- Conflict met de aartsbisschop van Canterbury over de vraag wie het recht heeft om abten en abdissen te benoemen. Offa had dit recht bedongen bij de paus en dit werd door volgende pausen steeds weer aan Coenwulf bevestigd.
- 817 - De aartsbisschop van Canterbury wordt voor 4 jaar geschorst
- 821 - Conflict met de aartsbisschop van Canterbury. Coenwulf eist de overdracht van 300 "hides" grond (ongeveer 1500 ha) en de betaling van 120 ponden. De aartsbisschop schijnt aan deze voorwaarden te hebben voldaan maar het conflict bleef bestaan. Het zou in 826 door Coenwulfs dochter (abdis van Winchcombe) pas worden opgelost.

### Wales
De relatie van Coenwulf met Wales is er een van steeds terugkerende strijd:
- 797 - Gevechten met een Welsh leger bij Rhuddlan (tegenwoordig in Wales maar toen blijkbaar in Mercia)
- 798 - Veldtocht naar Gwynned (koninkrijk in noord Wales), waarbij de koning van Gwynned wordt gedood.
- 816 - Nieuwe veldtocht tegen Gwynned, Coenwulf plundert Snowdonia en bezet Rhuffiniog (in het oostelijk deel van Gwynned)
- 818 - Plundertocht naar Dyfed in het zuidwesten van Wales
- 821 - Coenwulf overlijdt tijdens de voorbereidingen van een veldtocht tegen Wales

### Northumbria
Koning Eardwulf van Northumbria was door een staatsgreep aan de macht gekomen in 796 en doodde in 800 Alhmund, een lid van de koninklijke familie die 20 jaar in ballingschap bij de Picten heeft gewoond en met een leger terugkeert om de macht te grijpen. Alhmund werd als een martelaar beschouwd en Derby (in Mercia) werd een centrum van zijn verering. Dit is een duidelijk teken dat Coenwulf het verzet tegen Eardwulf steunde. In 801 was er een inval van Northumbria in Mercia maar de strijd bleef onbeslist. Waarschijnlijk bleef Coenwulf ook hierna de tegenstanders van Eardwulf ondersteunen.

### kleine koninkrijken
Onder Coenwulf had Mercia het gezag over de kleine Angelsaksische koninkrijken:
- 801 - Benoemde Coenwulf zijn broer Cuthbert tot koning van Kent.
- 805 - East-Anglia had zich onafhankelijk op van Mercia opgesteld, maar in 805 verschijnen daar munten van Coenwulf
- 807 - Na overlijden van zijn broer werd Coenwulf zelf koning van Kent
- 811 - Coenwulf degradeerde koning Sigered van Essex tot onderkoning, en daarna zelfs tot ealdorman (graaf en legeraanvoerder)

## Huwelijken en kinderen
In zijn eerste huwelijk was Coenwulf getrouwd met Cynegith, ze hadden de volgende kinderen:
- Cwentryth, abdis van Minster-in-Thanet en Winchcombe, opvoeder en uiteindelijk moordenares van haar halfbroer Cynehelm
- Burgenilda

Coenwulf verstootte Cynegith zonder een geldige reden. Alcuin, een invloedrijke Angelsaksische geestelijke aan het hof van Karel de Grote heeft Coenwulf hierover bekritiseerd en had verder ook geen hoge dunk van hem.
In zijn tweede huwelijk trouwde Coenwulf met Ælffthryth. Zij hadden de volgende kinderen:
- Cynehelm (Kenhelm) (vermoord 821/822), opgevoed in de abdij van Winchcombe, kort na het overlijden van zijn vader vermoord in opdracht van zijn halfzuster en begraven naast zijn vader in Winchcombe. Heilig verklaard, zijn cultus was populair in Angelsaksisch Engeland.
- Eadberth
- Eadburga, getrouwd met de ealdorman Aethelred. Zij zijn de schoonouders van Alfred de Grote.

## Voorouders
Er is een genealogie die Coenwulf verbindt met de oudste koningen van Mercia maar die is vrijwel zeker onjuist en geconstrueerd met politieke doeleinden: Coenwulf > Cuthbert > Cynreow > Centhwine > Cundwalh > Cenwalh > Pybba (koning van Mercia) > Creoda (eerste legendarische koning van Mercia) > Cynewald
- Gemeinsame Normdatei: 1020765437
- Virtual International Authority File: 232692069